# Pico Ludwigs
Pico Ludwigs (em alemão:  Ludwigshöhe) é um dos picos do Monte Rosa, cujo maciço faz de fronteira Itália-Suíça, de um lado com o Piemonte, Itália e do outro com o Valais, Suíça.
Com 4 341 m é um dos cumes dos Alpes com mais de 4000 m